# Giovanni Domenico Santorini

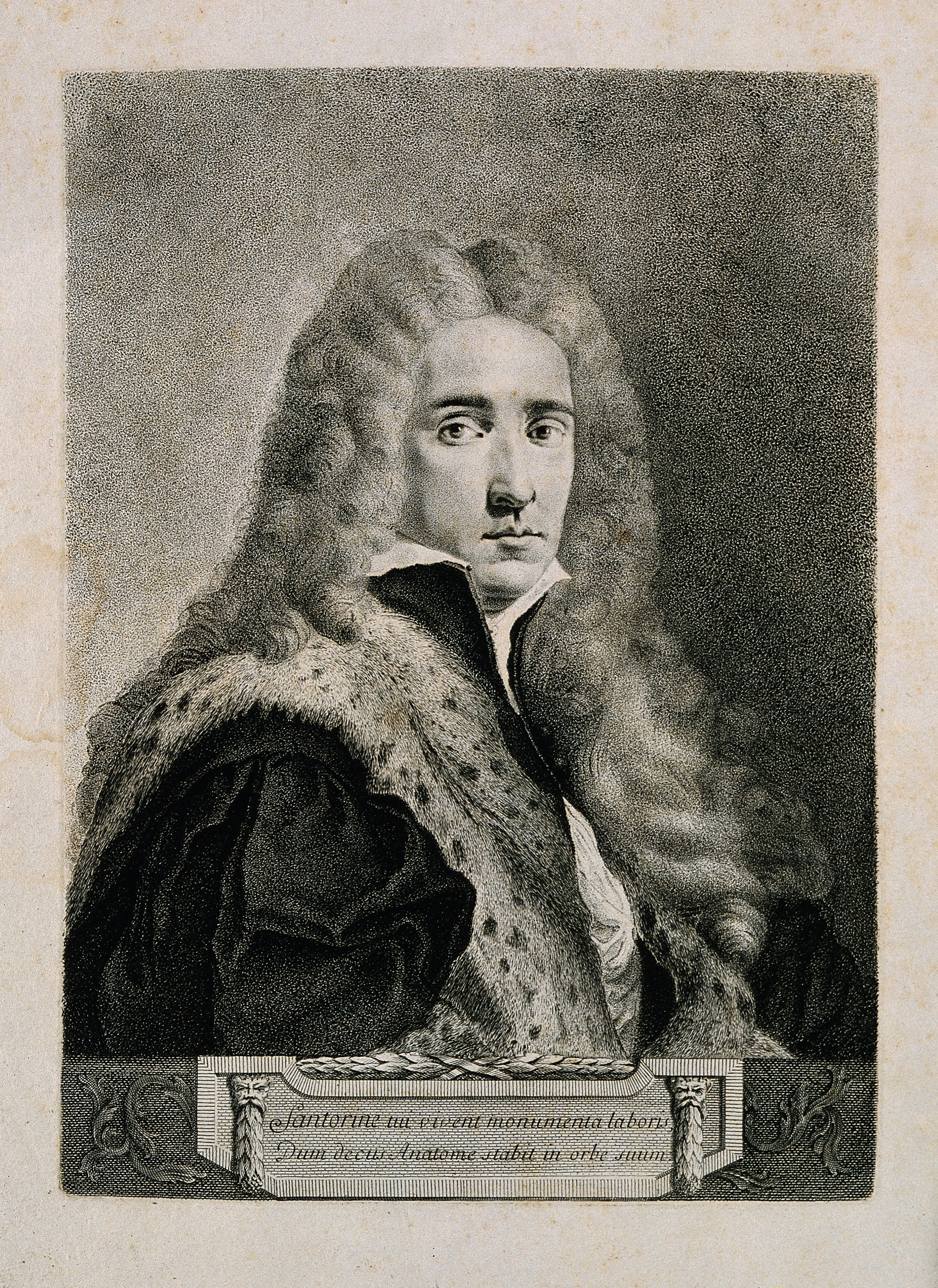
Giovanni Domenico Santorini

Giovanni Domenico Santorini (* 6. Juni 1681 in Venedig; † 7. Mai 1737 ebenda) war ein italienischer Anatom.
Er wurde 1701 in Pisa als Mediziner promoviert und ist bis heute für seine sorgfältigen Sektionen am menschlichen Körper bekannt, die er von 1705 bis 1728 in Venedig demonstrierte. Seine 1724 veröffentlichte Schrift Observationes Anatomicae enthält detaillierte anatomische Beschreibungen des menschlichen Körpers, unter anderem des Gehirns. Er war der Erstbeschreiber verschiedener Strukturen, die teils auch nach ihm benannt sind:
- Santorini-Knorpel (Cartilago corniculata) am Kehlkopf
- Santorinischer Gang heißt der von ihm 1724[1] entdeckte akzessorische (zusätzliche) Bauchspeicheldrüsengang (Ductus pancreaticus accessorius)[2]
- Santorini-Plexus ist ein Netz venöser Gefäße (Plexus venosus prostaticus)
- Santorini-Muschel ist die oberste Nasenmuschel (Concha nasalis suprema)[3]
- Santorini-Muskel ist der zur mimischen Muskulatur zählende Musculus procerus über der Nasenwurzel
- Santorini-Fissur ist eine Fissur (Spalte) im vorderen Teil des äußeren Gehörgangs
- Santorini-Vene: durch das Foramen parietale verlaufendes Blutgefäß, das Venen der Kopfschwarte mit dem Sinus sagittalis superior verbindet